# Disuguaglianza triangolare

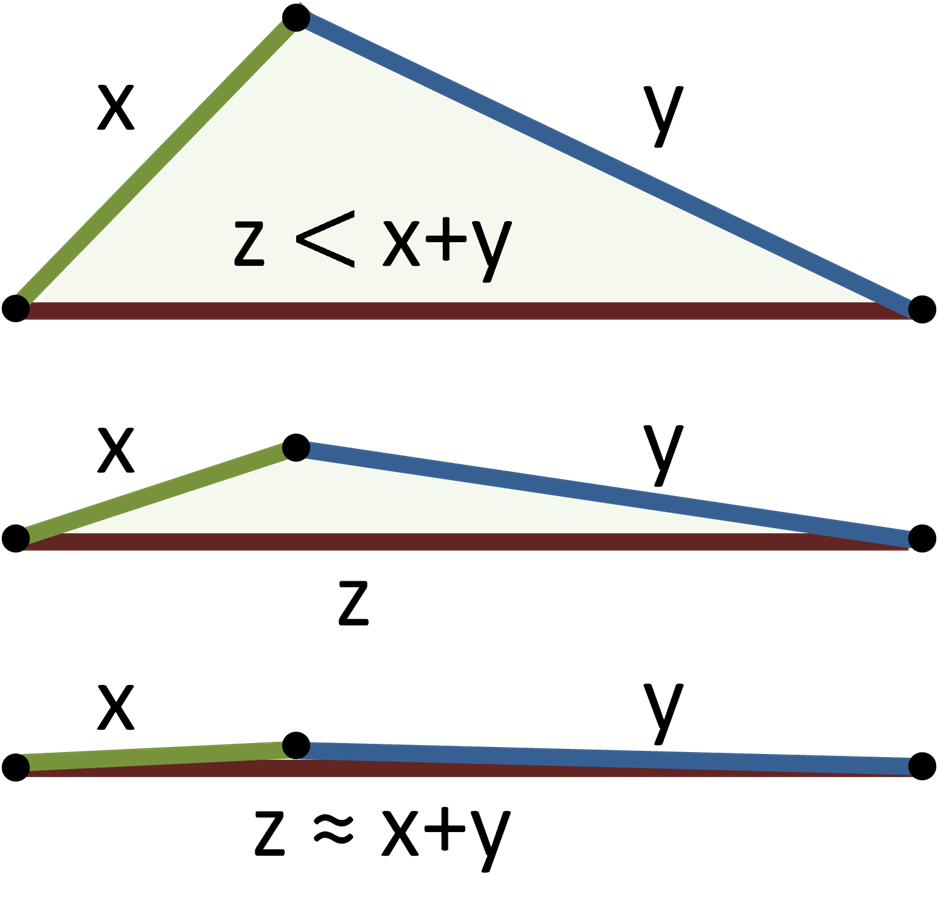
Rappresentazione grafica della disuguaglianza triangolare: la somma dei lati x e y è sempre maggiore del lato z. Nel caso in cui il triangolo sia quasi degenere, questa somma si avvicina alla lunghezza di z

In matematica, la disuguaglianza triangolare afferma che, in un triangolo non degenere, la somma delle lunghezze di due lati è maggiore della lunghezza del terzo. Una sua conseguenza, la disuguaglianza triangolare inversa, afferma invece che la differenza tra le lunghezze dei due lati è minore della lunghezza del rimanente.
Nel contesto della geometria euclidea, la disuguaglianza triangolare è un teorema, conseguenza del teorema del coseno, e, nel caso di triangoli rettangoli, conseguenza del teorema di Pitagora. Essa può essere usata per dimostrare che il percorso più breve tra due punti è il segmento rettilineo che li congiunge.
Un caso particolare avviene nei triangoli degeneri, dove la somma delle lunghezze dei due lati minori è uguale alla lunghezza del lato maggiore. In generale la disuguaglianza triangolare può essere espressa come: la somma delle lunghezze dei due lati di un triangolo (eventualmente degenere) è maggiore o uguale alla lunghezza del terzo lato.
Nell'ambito degli spazi normati e degli spazi metrici, la disuguaglianza triangolare è una proprietà che ogni norma o distanza deve possedere per essere considerata tale.

## Geometria euclidea

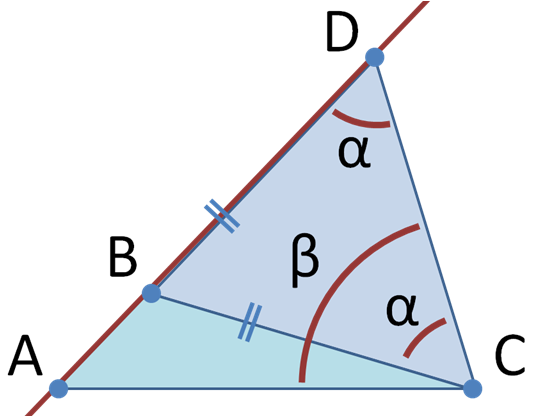
Costruzione di Euclide per la dimostrazione della disuguaglianza triangolare

Euclide dimostrò la disuguaglianza triangolare usando la costruzione in figura. Iniziando con un triangolo {\displaystyle ABC}, si costruisce un triangolo isoscele prendendo il lato {\displaystyle BC} e un segmento {\displaystyle BD} della stessa lunghezza lungo il lato {\displaystyle AB}. Poiché l'angolo {\displaystyle \beta } è maggiore dell'angolo {\displaystyle \alpha }, per i corrispondenti lati opposti vale la stessa disuguaglianza: quindi {\displaystyle AD>AC}. Ma poiché {\displaystyle AD=AB+BD=AB+BC}, si ha che {\displaystyle AB+BC>AC}, ovvero la disuguaglianza cercata. Questa dimostrazione compare negli Elementi di Euclide, libro 1, proposizione 20. Nel 1752, la proposizione euclidea è oggetto di una dissertazione di Tommaso Maria Gabrini, che ne conferma la tesi.
Nel caso di triangolo rettangoli, la disuguaglianza afferma che la somma dei due cateti è maggiore dell'ipotenusa, mentre la differenza è minore di essa.

### Generalizzazione ad un poligono qualsiasi
La disuguaglianza triangolare può essere estesa, tramite induzione matematica, ad un poligono con un numero qualsiasi di lati. In questo caso, essa afferma che la lunghezza di un lato è minore della somma di tutti i rimanenti.

### Relazione con il percorso più breve tra due punti

Approssimazione di una curva tramite spezzate

La disuguaglianza triangolare può essere usata per provare che la distanza più breve tra due punti è realizzata dal segmento rettilineo che li congiunge (sempre nel piano).
Nella sua forma per poligoni generali, essa già prova che ogni percorso lungo una linea spezzata è più lungo di quello lungo il segmento rettilineo che congiunge i due punti. Poiché la lunghezza di una curva qualsiasi è definita come l'estremo superiore della lunghezza delle spezzate che approssimano la curva, si ha che essa è più lunga proprio di queste spezzate, e quindi anche del segmento rettilineo tra i due punti.

## Spazi metrici
Nell'ambito degli spazi metrici, la disuguaglianza triangolare è una proprietà che deve soddisfare una distanza per essere tale. Essa afferma che, in uno spazio metrico {\displaystyle (X,d)}, comunque si scelgano tre punti {\displaystyle x}, {\displaystyle y} e {\displaystyle z}, vale che:
{\displaystyle d(x,z)\leq d(x,y)+d(y,z).}
La disuguaglianza triangolare è responsabile di molte proprietà interessanti delle metriche, tra cui quelle riguardanti la convergenza: è grazie ad essa che si può dimostrare che ogni successione convergente in uno spazio metrico è una successione di Cauchy.

## Spazi normati

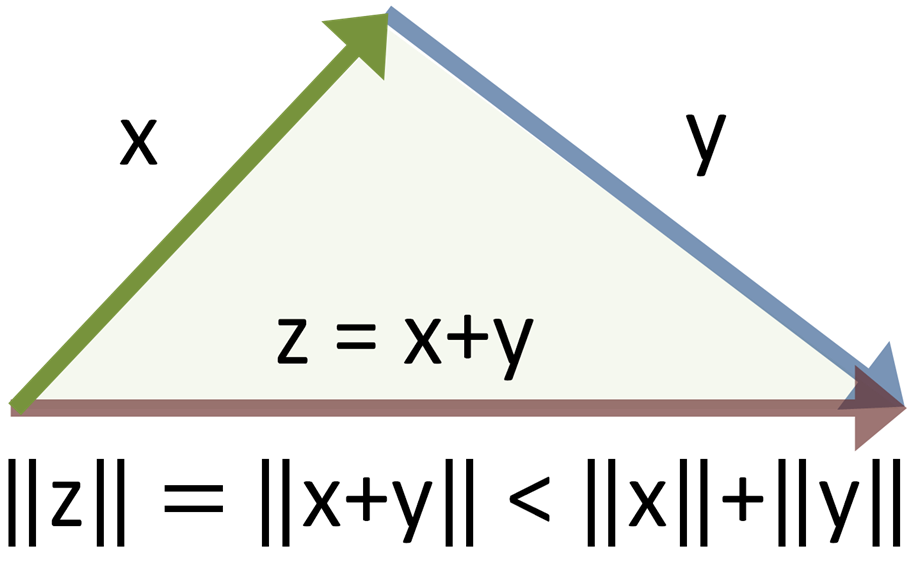
Disuguaglianza triangolare per vettori normati: la norma di x+y è minore della somma delle norme di x e y.

Nell'ambito degli spazi normati, ogni norma deve soddisfare la disuguaglianza triangolare per essere tale. Quindi, considerato uno spazio vettoriale normato {\displaystyle V}, comunque si scelgano due vettori {\displaystyle x} e {\displaystyle y} deve valere che
{\displaystyle \|x+y\|\leq \|x\|+\|y\|,}
ovvero la norma della somma di due vettori è minore o uguale della somma delle loro norme.
Grazie a tale proprietà, ponendo per ogni {\displaystyle x} e {\displaystyle y}
{\displaystyle d(x,y):=\|x-y\|}
la funzione {\displaystyle d} è una metrica, detta metrica indotta dalla norma. Vale infatti la disuguaglianza triangolare:
{\displaystyle d(x,z)+d(z,y)=\|x-z\|+\|z-y\|\geq \|x-z+z-y\|=\|x-y\|=d(x,y).}

### Valore assoluto
Il valore assoluto è una norma per i numeri reali, e quindi soddisfa la disuguaglianza triangolare. Infatti, poiché valgono le seguenti relazioni per ogni {\displaystyle x} e {\displaystyle y}:
{\displaystyle -|x|\leq x\leq |x|} e {\displaystyle -|y|\leq y\leq |y|}
sommando membro a membro si ottiene
{\displaystyle -(|x|+|y|)\leq x+y\leq |x|+|y|}
e dato che {\displaystyle -a\leq x\leq a} può essere riscritto come {\displaystyle |x|\leq a,} per ogni {\displaystyle a\geq 0}, discende la disuguaglianza triangolare:
{\displaystyle |x+y|\leq |x|+|y|.}
Più precisamente,
- se {\displaystyle x} e {\displaystyle y} sono di segno discorde, allora {\displaystyle |x+y|<|x|+|y|};
- se sono entrambi concordi nel segno {\displaystyle |x+y|=|x|+|y|}.

### Norma indotta da un prodotto scalare
Se su uno spazio è definito un prodotto scalare {\displaystyle \langle \cdot ,\cdot \rangle }, è possibile definire la norma indotta da esso:
{\displaystyle \|x\|:={\sqrt {\langle x,x\rangle }}.}
Come conseguenza della disuguaglianza di Cauchy-Schwarz, essa soddisfa la disuguaglianza triangolare:
| {\displaystyle \\|x+y\\|^{2}} | {\displaystyle =\langle x+y,x+y\rangle }                                                                  |
|                               | {\displaystyle =\\|x\\|^{2}+\langle x,y\rangle +\langle y,x\rangle +\\|y\\|^{2}}                          |
|                               | {\displaystyle \leq \\|x\\|^{2}+2\|\langle x,y\rangle \|+\\|y\\|^{2}}                                     |
|                               | {\displaystyle \leq \\|x\\|^{2}+2\\|x\\|\\|y\\|+\\|y\\|^{2}} (usando la disuguaglianza di Cauchy-Schwarz) |
|                               | {\displaystyle =\left(\\|x\\|+\\|y\\|\right)^{2}}                                                         |
da cui, estraendo la radice:
{\displaystyle \|x+y\|\leq \|x\|+\|y\|.}

## Disuguaglianza triangolare inversa
La disuguaglianza triangolare inversa è una immediata conseguenza della disuguaglianza triangolare, che dà un limite dal basso invece che dall'alto. Nell'ambito della geometria euclidea essa afferma che ogni lato è maggiore della differenza degli altri due.
Nel caso di spazi normati, essa afferma che:
{\displaystyle \left|\|x\|-\|y\|\right|\leq \|x-y\|.}
Nel caso di spazi metrici, invece:
{\displaystyle \left|d(y,x)-d(x,z)\right|\leq d(y,z).}
Questa proprietà implica che sia la funzione norma {\displaystyle f(x)=\|x\|} che la funzione distanza da un punto {\displaystyle f(x)=d(y,x)} sono funzioni di Lipschitz con costante di Lipschitz uguale a 1.

### Dimostrazione
Sia {\displaystyle \left(V,\|\cdot \|\right)} uno spazio normato. Per ogni {\displaystyle x,y\in V}, dalla disuguaglianza triangolare segue
{\displaystyle \|x\|=\|x-y+y\|\leq \|x-y\|+\|y\|.}
Ovvero:
{\displaystyle \|x\|-\|y\|\leq \|x-y\|.}
Quindi:
{\displaystyle \|y\|-\|x\|\leq \|y-x\|=\|x-y\|.}
Ovvero:
{\displaystyle \|x\|-\|y\|\geq -\|x-y\|.}
Si conclude che
{\displaystyle -\|x-y\|\leq \|x\|-\|y\|\leq \|x-y\|}
o, equivalentemente,
{\displaystyle \left|\|x\|-\|y\|\right|\leq \|x-y\|.}
La dimostrazione per uno spazio metrico è analoga.